# Ryō Okui
Ryō Okui (jap. 奥井 諒, Okui Ryō; * 7. März 1990 in Toyonaka, Präfektur Osaka) ist ein japanischer Fußballspieler. 

## Karriere
Ryō Okui erlernte das Fußballspielen in der Jugendmannschaft von Gamba Osaka, der Schulmannschaft der Riseisha Gakuen Toyonaka High School sowie in der Universitätsmannschaft der Waseda-Universität. Seinen ersten Profivertrag unterschrieb er 2012 bei Vissel Kōbe. Der Verein aus Kōbe, der auf der Insel Honshū beheimatet ist, spielte in der höchsten Liga des Landes, der J1 League. Ende 2012 musste er mit dem Club den Weg in die Zweitklassigkeit antreten. 2013 wurde er mit Kōbe Vizemeister der J2 League und schaffte den direkten Wiederaufstieg. Für Kōbe absolvierte er 97 Spiele. 2016 wechselte er zum Ligakonkurrenten Ōmiya Ardija nach Saitama. Ende 2017 stieg er mit dem Club als 18. der ersten Liga in die zweite Liga ab. 81-mal stand er für Ōmiya bis Ende 2019 auf dem Platz. Der Erstligist Shimizu S-Pulse aus Shimizu nahm ihn 2020 für zwei Jahre unter Vertrag. Für Shimizu stand er 35-mal in der ersten Liga auf dem Spielfeld. Im Januar 2022 verpflichtete ihn der Zweitligist V-Varen Nagasaki. Hier stand er zwei Spielzeiten unter Vertrag. Für den Verein aus Nagasaki bestritt er 39 Ligaspiele. Im Januar 2024 wechselte er in die vierte Liga. Hier schloss er sich in Tochigi dem Tochigi City FC an. Am Ende der Saison 2024 feierte er mit Tochigi die Meisterschaft und stieg in die dritte Liga auf.

## Erfolge
Vissel Kōbe
- Japanischer Zweitligavizemeister: 2013  ▲

Tochigi City FC
- Japanischer Viertligameister: 2024  ▲